# Brachalletes palmeri
Brachalletes palmeri és una espècie extinta de marsupial diprotodont, potser de la família dels diprotodòntids, que visqué a Austràlia durant el Pliocè. Es tracta de l'única espècie del gènere Brachalletes. Era un animal carnívor i arborícola. El nom genèric Brachalletes és una combinació dels mots grecs antics βραχύς (brakhís, 'curt') i ἅλλομαι (àl·lome, 'saltar') i el sufix -της (-tes), que indica agent; en el seu conjunt, significa ‘saltironejador’. El nom específic palmeri fou elegit en honor d'Arthur Hunter Palmer, que contribuí al descobriment de l'holotip.